# Ковач, Константин Владимирович
Константин Владимирович Ковач (24 декабря 1899, Севастополь — 6 сентября 1939, Ялта) — советский и абхазский композитор, пианист, дирижёр, музыкальный педагог и музыковед

. Заслуженный деятель искусств Абазии.

## Биография
Родился и вырос в Севастополе, венгр по происхождению.
В 1925 году демобилизуется из Красной Армии и приезжает в Абхазию. Как профессиональный музыкант сблизился с деятелями абхазской культуры, особенно с Кондратом Дзидзария. Кондрат знакомит его к Нестором Лакоба. Ему предложили возглавить духовой оркестр, который тогда играл в парках, на улицах. В Горской школе ему предложили вести уроки музыки. . Дмитрий Гулиа и Кондрат Дзидзария помогали Ковачу готовить экспедиции в села.
С 1925 года начинает собирать народные песни 5 [сборники «101 абхазская народная песня» (1929), «Песни кодорских абхазцев» (1930), обе на русском языке, с комментариями].
В 1930—1937 первый директор Сухумского музыкального училища
Руководил симфоническим и духовым оркестром; позднее при техникуме был организован интернат для одарённых детей.
К. Ковач — первый дирижёр созданного им симфонического оркестра, он осуществляет работу по обработке народных песен для духового, симфонического оркестров.
В 1931 г. в рамках «пятидневки» абхазской музыки в Москве состоялись концерты симфонического оркестра Абхазии под управлением К. Ковача.
В 1937 Ковач был объявлен «врагом народа» и покинул Абхазию, в 1939 репрессирован.

## Научная деятельность
К. Ковач — основоположник музыкальной фольклористики, автор первых в истории Абхазии нотных изданий, сборников народных песен. Это — «101 абхазская народная песня», «Песни кодорских абхазцев».

## Педагогическая деятельность
Инициатор создания этнографического сектора при Сухумском музыкальном училище и этнографического хора, а также создатель оркестра народных инструментов и струнного квартета.
При нём музыкальный техникум занимается обширной концертной деятельностью.

## Музыкальные сочинения
автор симфонической картины «Что знает Бомбей Яшта» и поэмы «Твой путь», которые являются первыми образцами профессиональной абхазской музыки, в основе которых народные песни.
ок. 1929 создал ряд симфонических произведений на национальные темы («абхазские поэмы» «На Бомбей-яште» и «Твой путь», сюита «Песня об озере Рица», симфоническая картина «Ткварчели»).
Осуществлял музыкальное оформление театральных постановок — «В глухой старине» Д. Дарсалия и «Махаджиры» С. Чанба.

## Награды
Константин Ковач первый, кого правительство Абхазии удостоило звания «заслуженный деятель искусств Абхазии».